# رباط لمطة
رباط لمطة هو قلعة صغيرة تقع في مدينة لمطة الساحلية في تونس.

## التاريخ والوصف
شيد المبنى في سنة 859 الموافق ل245 من الهجرة من قبل الأمير الأغلبي أبو إبراهيم.
وهو يتألف من مبنى مربع ذو مستوى واحد مع تواجد أبراج مستديرة الشكل في زواياه.
الدخول إلى القصر يتم عبر مدخل وحيد بارز يفتح على دهليز مستقيم يؤدي إلى ساحة كان المسافرون يلتجؤون إليها في العصر الأغلبي للإستراحة. يتوسط الساحة ماجل ويحيط بها مجموعة من الغرف المسقوفة.
رابط بالقصر العديد من العلماء و الزهاد من بينهم:
- أبو السري واصل الجمي
- أبو بكر القرشي الصقلي وهو من أصحاب يحي بن عمر.
- أبو هارون الأندلسي (توفي سنة 291 هجري / 903 ميلادي بلمطة) وهو من أهم المرابطين بالقصر و كان حسب المؤرخ القيرواني عبد الله بن محمد بن عبد الله المالكي "رجلا صالحا مجتهدا في الدعاء و العبادة تخلى عن الدنيا و باين أهلها و إشتغل بعبادة ربه بقصر لمطة".

## تسجيل و حماية
في 21 جانفي 2021 و بمقتضى قرار صادر عن وزارة الثقافة تم تسجيل رباط لمطة كمعلم تاريخي محمي خاضع لمجلة حماية التراث الأثري و التاريخي و الفنون التقليدية.

## معرض الصور

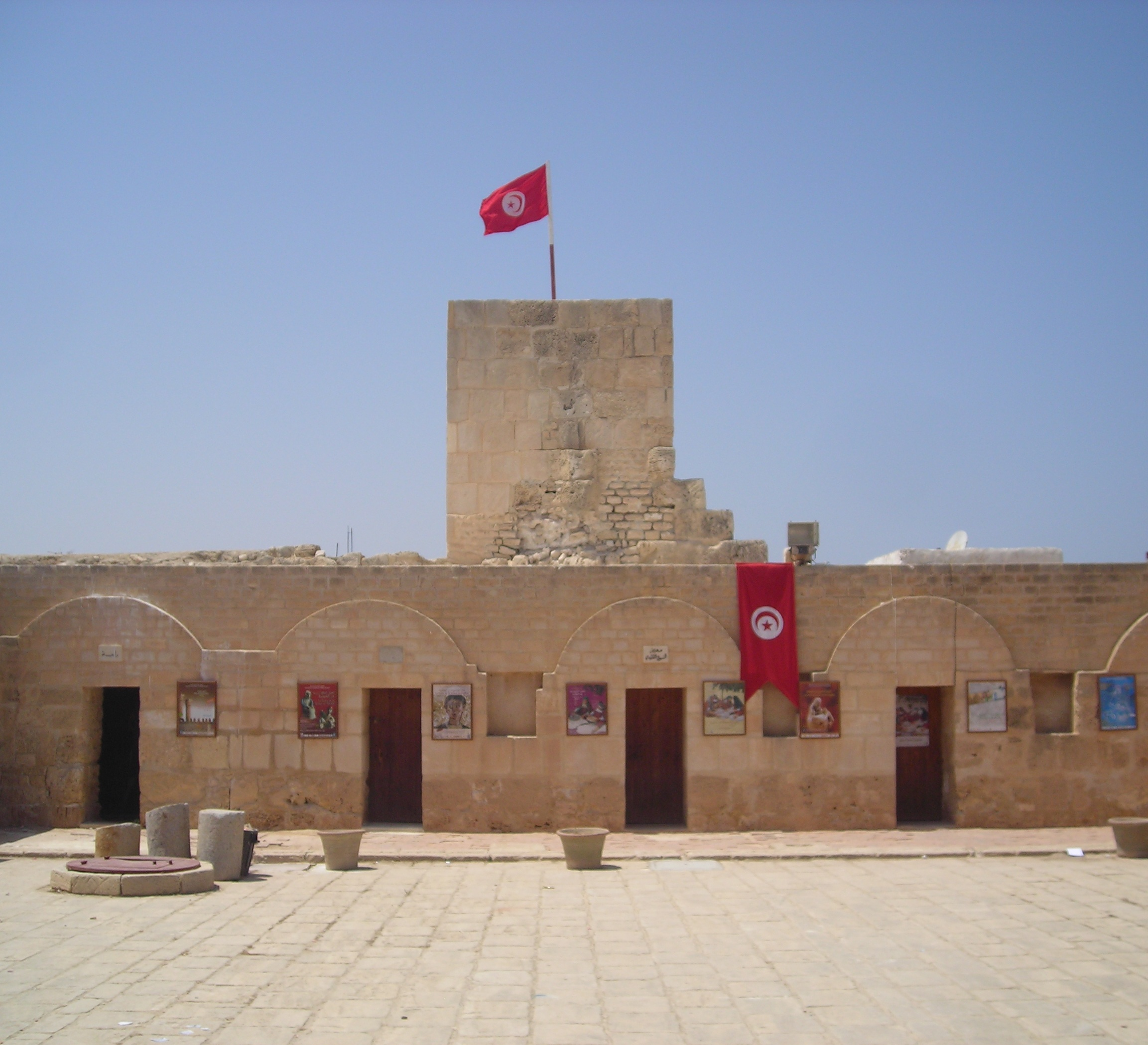
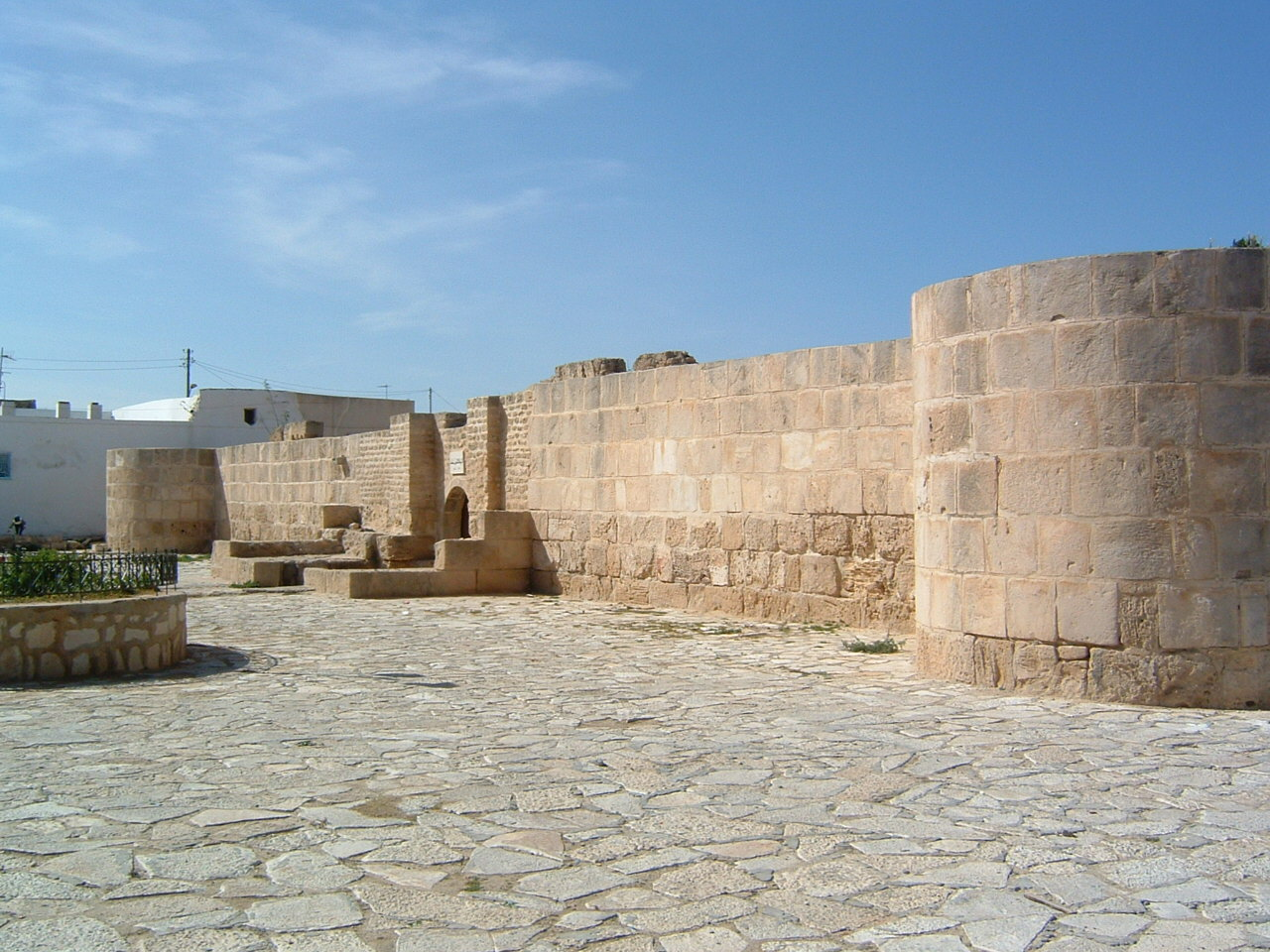
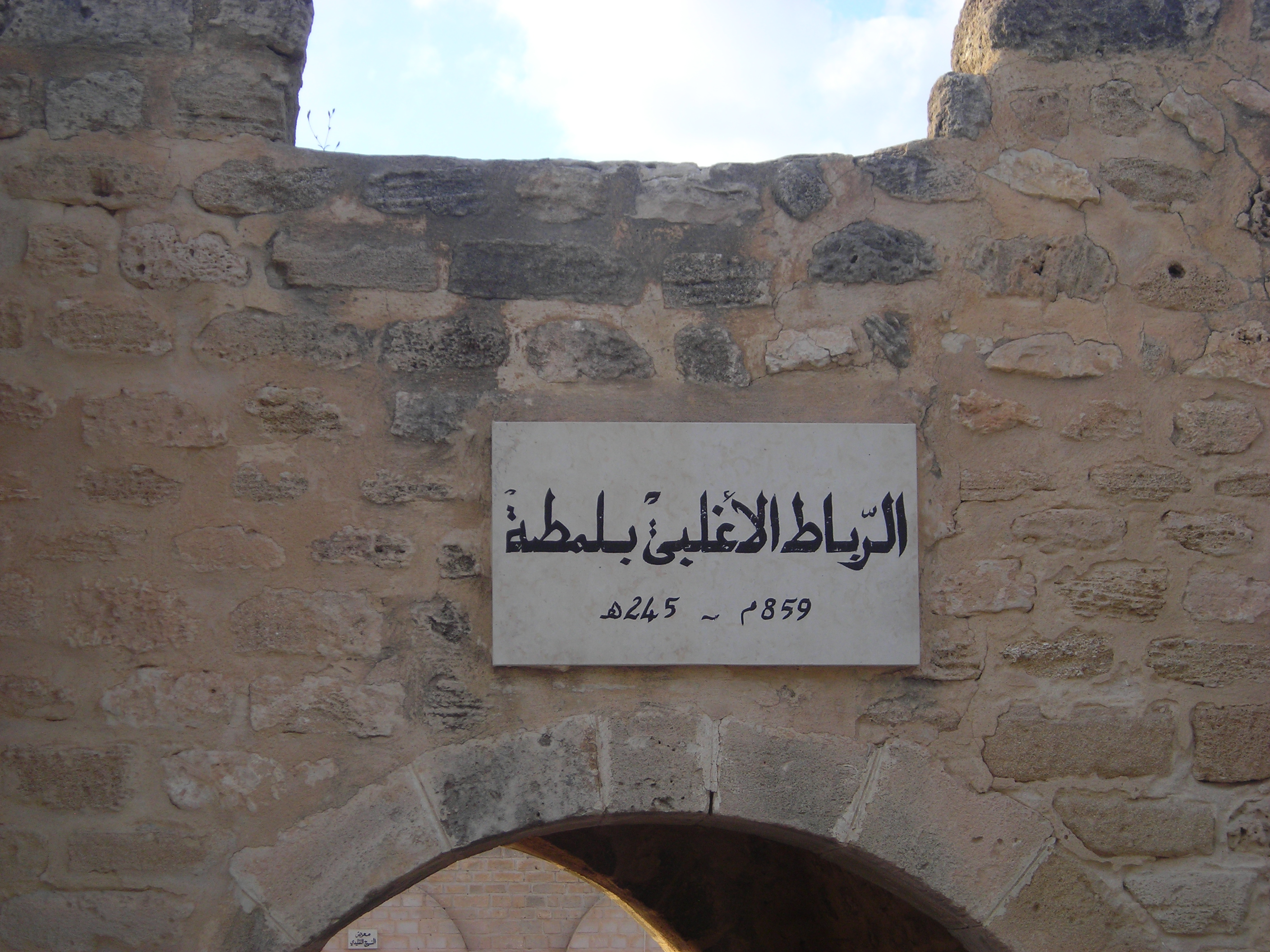
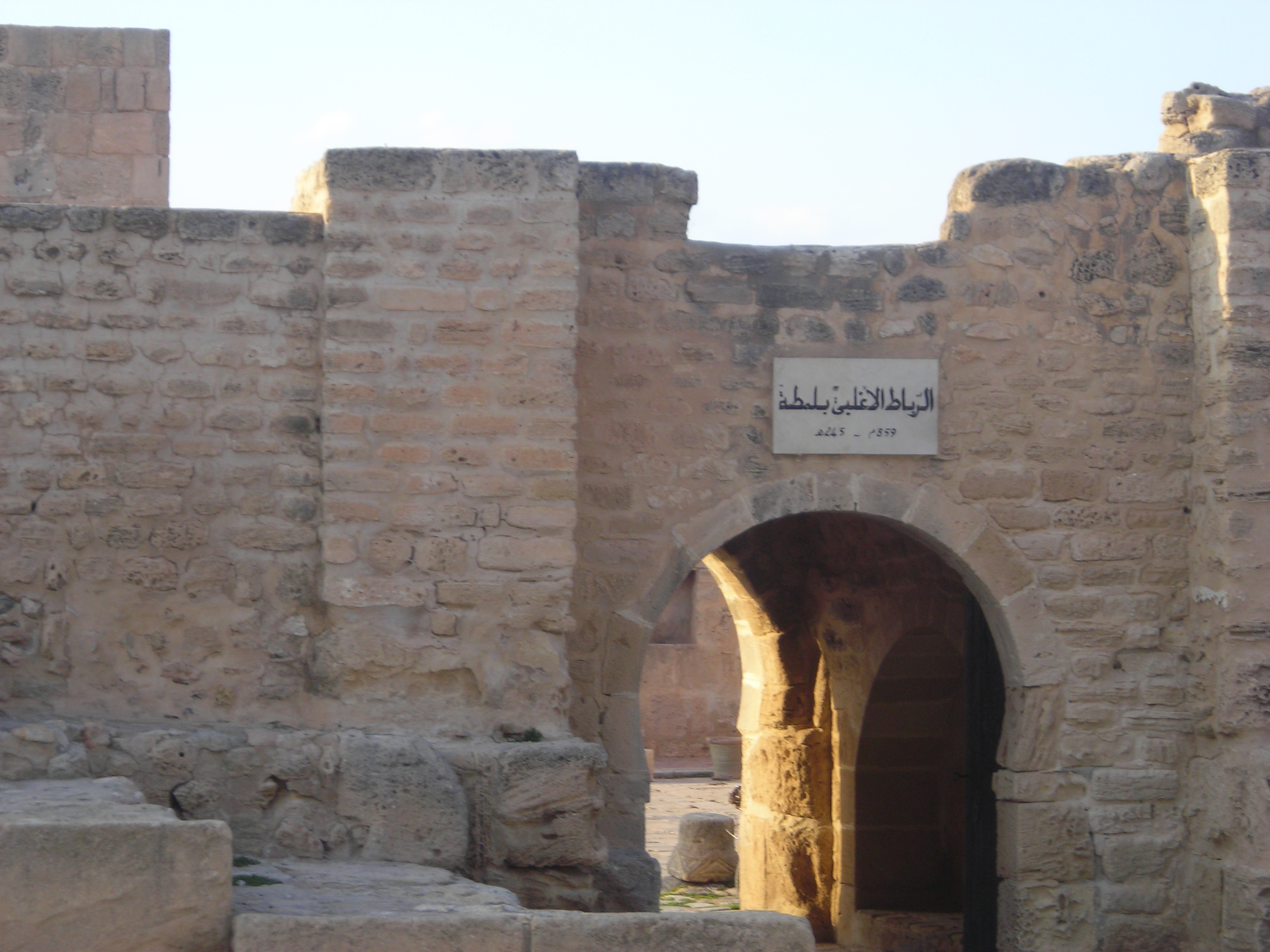
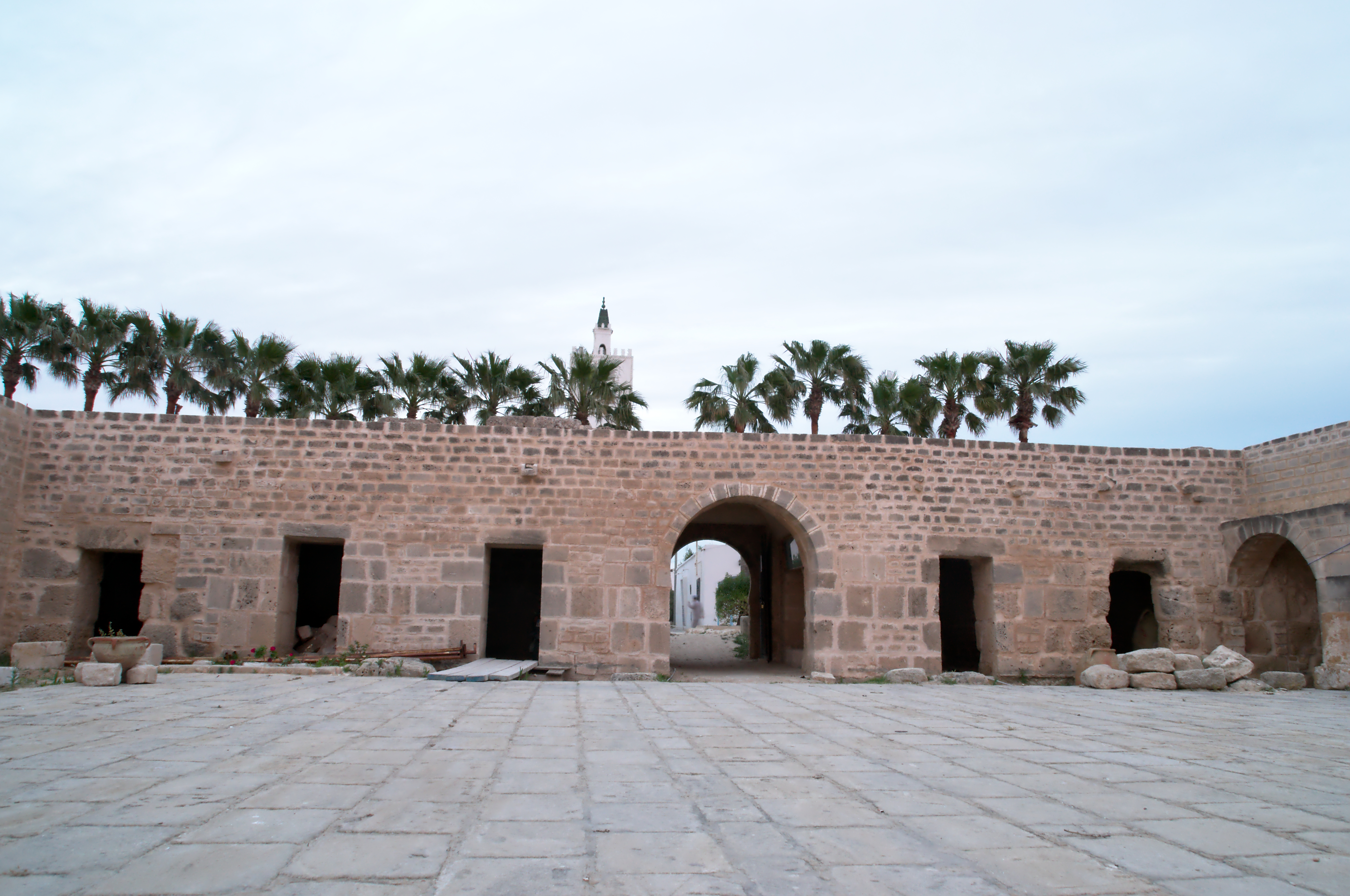